# Петър Янъков
Петър Янъков е български общественик.

## Биография
Роден е през 1878 г. в пловдивското село Тюркмен. Завършва земеделското училище в Садово. Членува в БЗНС. Избиран е за член на Окръжната постоянна комисия в Пловдив по време на управлението на БЗНС. Между 31 октомври 1922 и 11 януари 1923 г. е кмет на Пловдив като председател на тричленната комисия.